# Didelphimorphia
Los didelfimorfos (Didelphimorphia), zarigüeyas, tacuacines, raposas, calatrupas, carachupas, tlacuaches, chuchas, faras, zorras pelonas, zorras rabipeladas, chichicoalasto o zarzaparrillas son un orden de mamíferos marsupiales que agrupa a la mayor parte de los que pueblan en la actualidad el continente americano. Incluye 92 especies vivas, todas en la familia Didelphidae, y muchas más extintas.
A pesar de ser similares a los roedores y musarañas, esto es producto de la convergencia evolutiva, pues no están emparentados con estos.

## Nombres comunes
Algunas denominaciones regionales hispanas son:
- Argentina: «comadrejas» (aunque este término es equívoco, ya que las comadrejas son mamíferos placentarios completamente distintos) y mykurẽ (en el guaraní hablado en zonas del nordeste argentino).
- Bolivia: carachupas, «comadrejas».
- Colombia: zarigüeyas, faras, faros, runchos, raposas, chuchas  o zorrochuchos.
- Costa Rica, Panamá, Nicaragua y algunas partes de México (como Yucatán): «zorros», «zorras», (también zarigüeyas en Panamá) (aunque estos dos términos son equívocos, ya que pertenecen a mamíferos placentarios completamente distintos).
- Chile: llacas, kunguumas, comadrejitas.
- Ecuador: raposas, huanchacas o «zorros».
- El Salvador: tacuazines o guasalos.
- España y Guinea Ecuatorial: zarigüeyas.
- Guatemala: tacuacines.
- Honduras: tacuazines o guasalos.
- México: tlacuaches, tacuaches,[2] o tlacoache.[3]
- Nicaragua: «zorros» de cola pelada.
- Paraguay: mykurẽ (en guaraní) o «comadrejas» (en castellano).
- Perú: calatrupas (en quechua huanca), carachupas (en quechua sureño), mucas, huanchacos, canchalucos, o zarigüeyas.
- Uruguay: «comadrejas» overas.
- Venezuela: rabipelados, churros, quengues, faros o «zorros».

## Historia evolutiva
A juzgar por los registros fósiles, son de los marsupiales más antiguos que han llegado hasta nuestros días, y lo han hecho sin sufrir grandes variaciones anatómicas, por lo que pueden considerarse como fósiles vivientes. Aunque no hay datos de la existencia de estos animales en Australia y la Antártida, se supone que debieron habitarlas, pues ambos continentes estaban unidos aún a Sudamérica.
Colonizaban prácticamente todos los ecosistemas, y entre ellos había especies con todo tipo de hábitos alimenticios.

## Clasificación taxonómica
El orden Didelphimorphia incluye dos familias, pero solo una, Didelphidae, contiene especies actuales (además de la mayoría de especies fósiles). La clasificación de los géneros y especies restantes no está terminada de aclarar, existiendo algunos de clasificación incierta.
- Orden Didelphimorphia (Gill, 1872)
  - Familia Didelphidae Gray, 1821
    - Género Bistius (†)
    - Género Esteslestes (†)
    - Género Turgidodon (†)
    - Género Varalphadon (†)
    - Subfamilia Didelphinae (Gray, 1821)
      - Género Andinodelphys (†) Marshall & de Muizon, 1988
      - Género Coona (†) Simpson, 1938
      - Género Incadelphys (†) Marshall & de Muizon, 1988
      - Género Itaboraidelphys (†) Marshall & de Muizon, 1984
      - Género Marmosopsis (†) Paula Couto, 1962
      - Género Mizquedelphys (†) Marshall & de Muizon, 1988
      - Género Pucadelphys (†) Marshall & de Muizon, 1988
      - Tribu Didelphini (Gray, 1821)
        - Género Chironectes Illiger, 1811
        - Género Didelphis Linnaeus, 1758
        - Género Lutreolina Thomas, 1910
        - Género Philander Brisson, 1762
        - Género Hyperdidelphys (†) Ameghino, 1904
        - Género Thylophorops (†) Reig, 1952

      - Tribu Metachirini Reig et al., 1985
        - Género Metachirus (Burmeister, 1854)

      - Tribu Monodelphini (Talice et al., 1960)
        - Subtribu Monodelphina (Talice et al., 1960)
          - Género Chacodelphys Voss et al, 2004
          - Género Cryptonanus Voss et al, 2005
          - Género Gracilinanus Gardner & Creighton, 1989
          - Género Hyladelphys Voss et al., 2001
          - Género Lestodelphys Tate, 1934
          - Género Marmosa Gray, 1821
          - Género Marmosops Matschie, 1916
          - Género Micoureus Lesson, 1842
          - Género Monodelphis Burnett, 1829[1830]
          - Género Thylamys Gray, 1843
          - Género Tlacuatzin Voss y Jansa, 2003
          - Género Thylatheridium (†) Reig, 1952

        - Subtribu Zygolestina (†) (Marshall in Archer, ed., 1987)
          - Género Zygolestes (†) Ameghino, 1898

    - Subfamilia Caluromyinae Kirsch,1977
      -         - Género Caluromys Allen, 1900
        - Género Caluromysiops Sanborn, 1951
        - Género Glironia Thomas, 1912
        - Género Pachybiotherium (†) Ameghino,1902

      - Subfamilia Alphadontinae (†)
        - Género Albertatherium (†) Fox, 1971
        - Género Alphadon (†) Fox, 1971

      - Subfamilia Derorhynchinae (†) McKenna & Bell 1997
        - Género Derorhynchus (†) Paula Couto, 1952
        - Género Minusculodelphis (†) Paula Couto, 1962

      - Subfamilia Eobrasiliinae (†)
        - Género Didelphopsis (†)
        - Género Eobrasilia (†)
        - Género Gaylordia (†)
        - Género Tiulordia (†)

      - Subfamilia Herpetotheriinae (†)
        - Género Amphiperatherium (†)
        - Género Asiadidelphis (†)
        - Género Copedelphys (†)
        - Género Entomacodon (†)
        - Género Garatherium (†)
        - Género Herpetotherium (†)
        - Género Peratherium (†)
        - Género Swaindelphys (†)

      - Subfamilia Peradectinae (†)
        - Género Alloeodectes (†)
        - Género Armintodelphys[4] (†)
        - Género Mimoperadectes (†)
        - Género Nanodelphys (†)
        - Género Peradectes (†)
        - Género Siamoperadectes (†)

  - Familia Sparassocynidae (†) (Reig, 1958)
    - Género Sparassocynus (†) Mercerat, 1898

## Gastronomía
La producción de carne de zarigüeya se ha convertido en un novedoso mercado. Su textura y sabor resultan agradables, además de poseer un bajo contenido de grasas, lo que la convierte en una carne magra y limpia. Su porcentaje proteínico está entre 14 % y 16 %, algo inferior en comparación con la carne de res, de entre 21 % y 27 %, y con la de cerdo, de entre 23 % y 24 %. La de zarigüeya puede optimizarse a través de la adición de extensores y proteínas vegetales, así como de algunas especias y condimentos naturales, entre los cuales se encuentra el pipilongo (Piper tuberculatum). Para preservar la existencia de este marsupial, que se encuentra en peligro de extinción, la Universidad Nacional de Colombia ha impulsado un proyecto destinado a la incorporación de la chucha en el Pacífico Colombiano, además con el objetivo de brindar nuevas estrategias alimenticias para la región.